# Chaldejská eparchie svatého Petra Apoštola v San Diegu
Chaldejská eparchie svatého Petra Apoštola v San Diegu je eparchie chaldejské katolické církve, nacházející se v USA, která je bezprostředně podřízena Svatému Stolci.

## Území

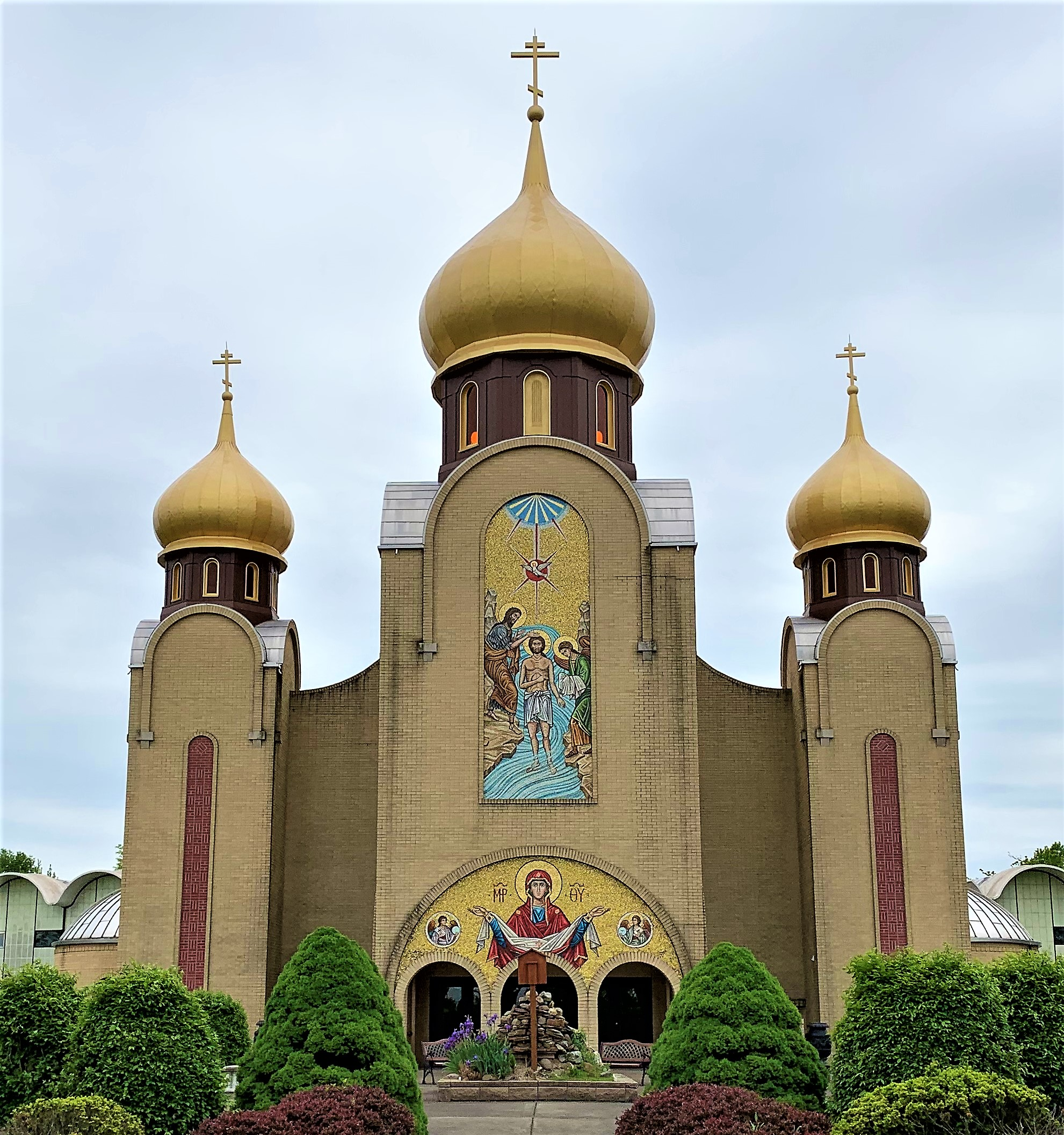
Katedrála sv. Petra v El Cajon.

Eparchie zahrnuje všechny chaldejské věřící v amerických federálních státech Aljaška, Arizona, Colorado, Havaj, Idaho, Jižní Dakota, Kalifornie, Kansas, Montana, Nebraska, Nevada, Nové Mexiko, Oklahoma, Oregon, Severní Dakota, Texas, Utah, Washington a Wyoming.
Eparchiálním sídlem je město El Cajon, kde se nachází hlavní chrám sv. Petra.

## Historie
Dne 21. května 2002 byla eparchie zřízena bulou Nuper Synodus  papeže Jana Pavla II. a byla podřízena Svatému stolci.